# المستقبليون

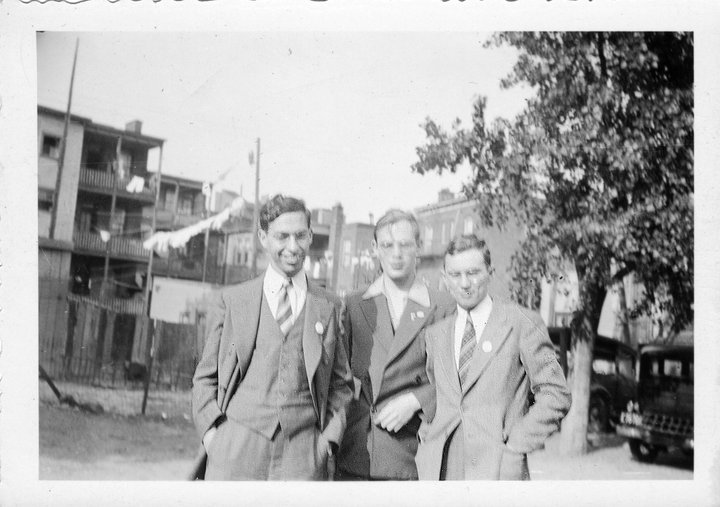

المستقبليون مجموعة من محبي الخيال العلمي، والعديد منهم أصبحوا محررين وكُتابًا أيضًا. استقر المستقبليون في مدينة نيويورك وكانوا قوةً رئيسية في تطوير كتابة الخيال العلمي والخيال العلمي الجماهيري في الفترة 1937-1945.

## أصول المجموعة
كما هو موصوف في السيرة الذاتية لإسحاق أسيموف عام 1979 بعنوان «في الذاكرة لكن خضراء»، انطلق المستقبليون من نادي الخيال العلمي في نيويورك الكبرى، برئاسة سام موسكوفيتز، الذي أصبح لاحقًا محررًا ومؤرخًا مؤثرًا، بسبب الاختلافات الأيديولوجية، مع رغبة المستقبليين في اتخاذ المزيد من الموقف السياسي الماركسي علنًا. تشير مصادر أخرى إلى أن دونالد إيه وولهايم كان يدفع باتجاه يساري أكثر بهدف قيادة الجماهير نحو نموذج سياسي غير مدني، وهو ما قاومه موسكوفيتز. نتيجةً لذلك، انفصل وولهايم عن مجموعة نيويورك الكبرى وأسس المستقبليين في سبتمبر 1938. أعاد أتباع موسكوفيتز تنظيم أنفسهم في نادي كوينز للخيال العلمي.
قال فريدريك بول، في سيرته الذاتية «كيف يكون المستقبل»، أن أصل المستقبليين يعود إلى رابطة الخيال العلمي التي أسسها هوغو غيرنسباك سنة 1934، التي أطلق عليها اسم «بروكلين للخيال العلمي» برئاسة جي جي كلارك.
كان وولهايم وجون ميشيل وروبرت إيه دبليو لاوندس أيضًا أعضاء في اتحاد كرة القدم الأميركي. بجانب بول، بدأ الأربعة يطلقون على أنفسهم «كوادرومفيرات». قال بول معلقًا على ذلك: «لقد سار أربعة من بروكلين إلى البحر، تاركين وراءهم ندبة واسعة من الأندية المحترفة. لقد غيرنا الأندية بالطريقة التي تغير بها ديترويت زعانف الذيل، كل عام كان لدينا واحدة جديدة، والعام الماضي كان مجرد خردة».  
وُجد العديد من أسماء الأندية خلال تلك الفترة، قبل أن تستقر أخيرًا على «المستقبليون». سنة 1935 وُجدت «رابطة شرق نيويورك للخيال العلمي»، ثم «الرابطة المستقلة للخيال العلمي». سنة 1936 جاء النادي الدولي لعلوم الكون، الذي شارك فيه أيضًا ويل سيكورا. يقول بول بعد ذلك إنه «عند التفكير بدا أن كوزموس استحوذ على مساحة أكبر قليلًا مما كان مبررًا، لذلك غيرناها إلى الرابطة العلمية الدولية، ثم أعيدت التسمية إلى الرابطة العلمية الدولية فرع نيويورك».
سنة 1937، بعد خلاف مع ويل سيكورا وآخرين، واصل كوادرومفيرات تأسيس مستقبل المستقبليين. ثم أسس سيكورا رابطة كوينز للخيال العلمي مع سام موسكوفيتز وجيمس ف.توراسي. لاحقًا، تحولت (QSFL) إلى قاعدة جماهيرية جديدة. قال بول إن فاندوم الجديد والمستقبليين كانوا مدمنين على العداوات، وأنه وكالة المخابرات المركزية لم تقاتل ببسالة من أجل روح الأمة الناشئة كما فعل نيو فاندوم والمستقبليون من أجل الخيال العلمي.
كان لدى معظم أعضاء المجموعة أيضًا طموحات مهنية في الخيال العلمي والمجالات ذات الصلة، وكانوا مجتمعًا فعالًا للغاية من أجل تحقيق هذا الهدف، كما تدل قائمة الأعضاء. في وقت ما في أوائل الأربعينيات من القرن الماضي ، كان ما يقرب من نصف مجلات الخيال العلمي في الولايات المتحدة يحررها المستقبليون: فريدرك بول  في المنشورات الشعبية الفرعية «قصص مذهلة وقصص علمية خارقة»، وروبرت لاوندس في منشورات كولومبيا، خصوصًا الخيال العلمي والخيال العلمي المستقبلي -مع أنه خلال العقد القادم ستتوسع مسؤوليات لاوندس لتشمل أنواعًا أخرى من المجلات الخيالية في السلسلة العلمية- ودونالد وولهايم في منشورات آلبنج الفرعية، قصص كونية حية ومحددة الميزانية وقصص علمية مثيرة. ثم انتقل وولهايم إلى كتب آفون، وعمل ليزلي بيري أيضًا على عنوان خيال رومانسي لآلبنج. كان لمعظم هذه المشاريع ميزانيات تحريرية صغيرة غير كافية، واعتمدت جزئيًا، أو في بعض الأحيان كليًا، على مساهمات من الزملاء المستقبليين لمحتوياتهم الخيالية.

## الميول السياسية
حين تشكل المستقبليون، انجذب دونالد وولهايم بشدة إلى الشيوعية وكان يعتقد أن أتباع الخيال العلمي يجب أن يعملوا بنشاط من أجل تحقيق الحالة العالمية العلمية بوصفها المبرر الحقيقي الوحيد لأنشطتهم ووجودهم. ولهذه الغاية شكل وولهايم المستقبليين، وكان العديد من أعضائها مهتمين إلى حد ما بالتطبيقات السياسية للخيال العلمي. أصبح أعضاء المستقبل، ومنهم وولهايم وميشيل ولاوندس وكوهين، مهتمين فترةً وجيزة بحركة تكنوقراطية، وهي حركة طوباوية يقودها هوارد سكوت، وحضروا دورةً دراسية، مع أنهم رفضوا فيما بعد سكوت بوصفه متشددًا.
ثم ضمت المجموعة أنصار التروتسكية، مثل جوديث ميريل وأعضاء وآخرين ممن يمكن أن نعدهم يسارًا متطرفًا آنذاك. أصبح فريدريك بول عضوًا في الحزب الشيوعي سنة 1936، لكنه استقال لاحقًا سنة 1939.
قال بول في سيرته الذاتية «الطريقة التي كان بها المستقبل» إن وولهايم صوّت لصالح المرشح الجمهوري للرئاسة ألفريد لاندون سنة 1936.

## الأعضاء المشمولون
- إسحاق أسيموف
- إليز بالتر (إيلساي وولهام)
- جيمس بليش
- هانيس بوك
- دانيال بورفورد
- تشيستر كوهين
- روزاليند كوهين (السيدة ديرك ويلي)
- هاري دوكويلر (ديرك وايلي)
- جاك جيليسي
- فرجينيا كيد
- ديمون نايت
- سيريل كورنبلوث
- ماري بايرز (ماري كورنبلوث)
- والتر كوبيليوس
- ديفيد كايل
- هيرمان ليفينتمان
- روبرت إيه دبليو لونديس
- جوديث ميريل
- جون ميشيل
- فريدريك بول
- ليزلي بيري
- جاك روبنسون
- آرثر دبليو ساها
- لاري شو
- ريتشارد ويلسون
- دونالد إيه وولهايم.